# شیرام شانکار آبیانکار

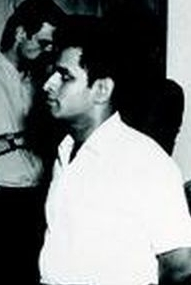
شیرام شانکار آبیانکار، ریاضی‌دان اهل هند

شیرام شانکار آبیانکار (به مراتی: श्रीराम शंकर अभ्यंकर)( زاده ۲۲ژوئیه ۱۹۳۰ در اوجائین - درگذشته ۲ نوامبر ۲۰۱۲ در لافایت غربی، ایندیانا) ریاضی‌دان اهل هند بود.

## زندگی و کارنامه
آبیانکار در دانشگاه بمبئی تحصیل کرد و در سال ۱۹۵۰ در همانجا درجه کارشناسی را دریافت نمود. سپس به دانشگاه هاروارد رفت و در نزد اسکار زاریسکی با رساله ای به نام «یکسانسازی موضعی روی رویه های جبری روی میدانهای زمینه ای پیمانه ای» دانش آموخته دوره دکتری شد. سپس در دانشگاه جانز هاپکینز دانشیار شد و پس از آن به استادی دانشگاه پردیو رسید. وی از سال ۱۹۶۷ استاد برجسته آن دانشگاه شد. زمینه پژوهشی آبیانکار هندسه جبری بود. او برای نمونه بر روی تحلیل تکینگیها کار کرد. وی در رساله دکترایش اثباتی از قضیه برای رویه های جبری بر روی میدانهای از مشخصه اول ثابت نمود. وی همچنین به کاربردهای هندسه جبری دلبسته بود و روی نظریه گالوا، ترکیبیات، نظریه تابعهای چندمتغیره مختلط و نظریه گروهها هم کار کرد. وی همچنین حدسهای بسیاری در ریاضیات دارد که برخی از آنها همچنان باز هستند. وی در سال ۱۹۶۶ به عنوان سخنران مدعو در کنگره جهانی ریاضیدانان در مسکو با موضوع «درباره مسئله حلپذیری تکینگیها» شرکت کرد.